# Daqing (socken)
Daqing (kinesiska: 达庆, 达庆乡) är en socken i Kina. Den ligger i den autonoma regionen Tibet, i den sydvästra delen av landet, omkring 280 kilometer nordost om regionhuvudstaden Lhasa.